# 사이리스터 위상제어
사이리스터 위상제어(Thyristor drive)는 교류를 직류로 변환하는 정류회로의 소자에 사이리스터를 사용하여 출력 전력을 제어하는 방법의 하나다. 또 이 제어를 이용한 직류전동기의 가변속제어 및 직류전동기를 이용한 교류형 전동차의 제어를 가리킨다.
많은 교류형 전동차의 제어방법으로서 사용되고 있지만, 최근의 차량은 컨버터로 정류한 뒤 VVVF 제어를 사용하는 방식을 채용한 것이 많다.

## 개요
변압기를 통해 교류를 취급하기 쉬운 전압으로 내린 뒤 사이리스터와 다이오드에 의해 정류하여 직류로 바꾼다. 이때 사이리스터를 작동시키는 타이밍에 따라 위상을 바꾸는 것으로 전압을 제어한다. 사이리스터는 어노드로부터 음극에 역방향 전류가 흐르면 전류가 정지하기 때문에, 교류의 전류가 방향이 바뀌면 전류가 정지한다. 입력 전류가 교류의 정현파가 아니고 어느 점으로 급격하게 전류가 흐르기 때문에 교류회로에 악영향을 끼치므로 반드시 필터 회로가 필요하다(역률이 나쁘고 고조파의 영향이 있기 때문에 현재의 철도차량이나 대형 인버터, 조명 인버터는 단순한 브리지 사이리스터, 다이오드 따위로는 정류하지 않고 자유로운 타이밍으로 오프 가능한 게이트 턴 오프 사이리스터, 절연 게이트 양극성 트랜지스터, MOSFET 등으로 정류회로를 구성하여 입력전류가 정현파가 되도록 설계되어 있다) 이러한 브리지 회로를 6개 정도 접속하여 정류자 전동기를 제어한다.

## 특징
- 종래의 탭 변환 방식과는 달리 접점이 없어 점검이 용이하다.
- 전압을 직접 제어할 수 있기 때문에 저항제어와 같이 전류를 열로 낭비하지 않는다.
- 정류자 전동기를 사용하기 때문에 정류자의 점검이 필요하다.
- 구동음은 VVVF 제어와 달리 비교적 음정이 낮은 소리이다.
- 회생제동이 지원된다.